# Ring of Kerry
Der Ring of Kerry (irisch Mórchuaird Chiarraí) ist eine 179,0 km lange Panoramaküstenstraße im County Kerry im Südwesten Irlands. Busse und Lkw dürfen den Ring wegen der Enge der Straßen nur in einer Richtung (gegen den Uhrzeigersinn) der irischen Nationalstraße 70 befahren. Die N70 führt um die Iveragh-Halbinsel entweder küstennah oder direkt die Küste entlang von Kenmare über Waterville nach Killorglin; dann landeinwärts über Killarney und wieder nach Kenmare. Eine Wanderversion dieser Straße stellt der Fernwanderweg Kerry Way dar.

## Sehenswürdigkeiten
Abgesehen von der Küstenlandschaft und der Region um Killarney sind die restaurierten Steinforts von Cahergall, Leacanabuaile (bei Cahersiveen) und das Staigue Fort besonders sehenswert. Ogamsteine stehen in Derrynane, Dunloe, Kilcoolagh. Die Steinreihe von Eightercua bei Waterville ist eine der größten Steinreihen Irlands.
In Caherciveen befindet sich das Heritage Center mit einem Museum in einem ehemaligen britischen Fort. Angeblich wurden dessen Baupläne mit denen für ein britisches Fort in Indien verwechselt, was Fachleute erkennen können.
Am Ring of Kerry liegt unter anderem der Ladies’ View, ein Aussichtspunkt mit Blick auf den Upper Lake des Killarney-Nationalparks. Neben der in der Hauptsaison stark befahrenen Autostraße gibt es sowohl einen Ring of Kerry-Wanderweg, der aber einen anderen Verlauf nimmt, als auch einen Radweg durch das Black Valley, der über ruhige Wege führt.
An der St. Finian’s Bay und auf Valentia Island sind zusätzliche Nebenrouten ausgeschildert, etwa 40 km lang, die nicht im offiziellen Teil der Strecke enthalten, aber genau so interessant und vor allem einsamer sind. Ein Ausflug nach Skellig Michael kann ebenfalls empfohlen werden.
Südlich des Ring of Kerry liegen der Ring of Beara auf der gleichnamigen Beara-Halbinsel und der Mizenring auf der Mizen-Halbinsel. Nördlich befindet sich die Dingle-Halbinsel.
Die Kerry Woollen Mills sind Zeugen der Textilindustrie.

## Impressionen

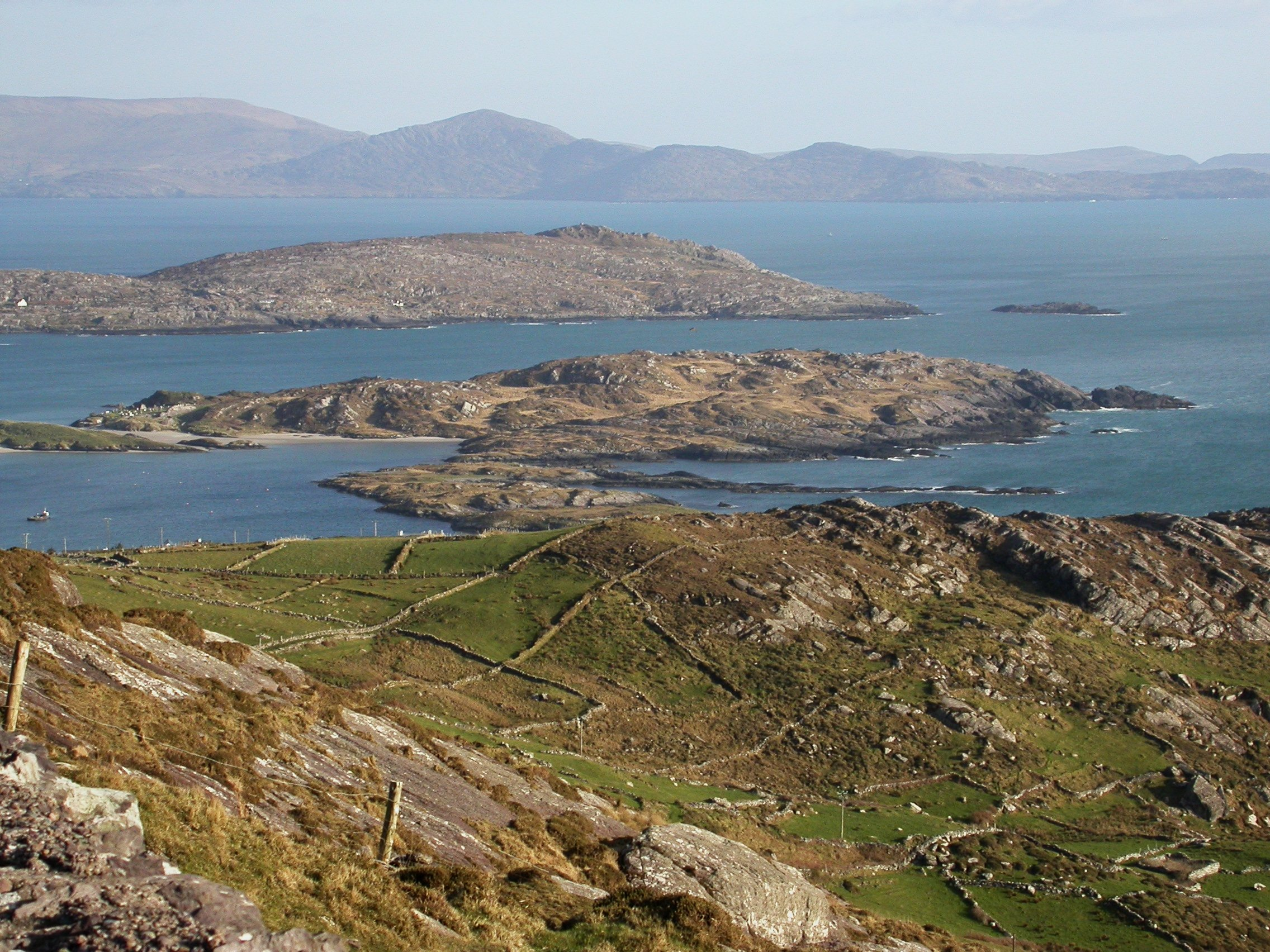
Südküste bei Parknasilla
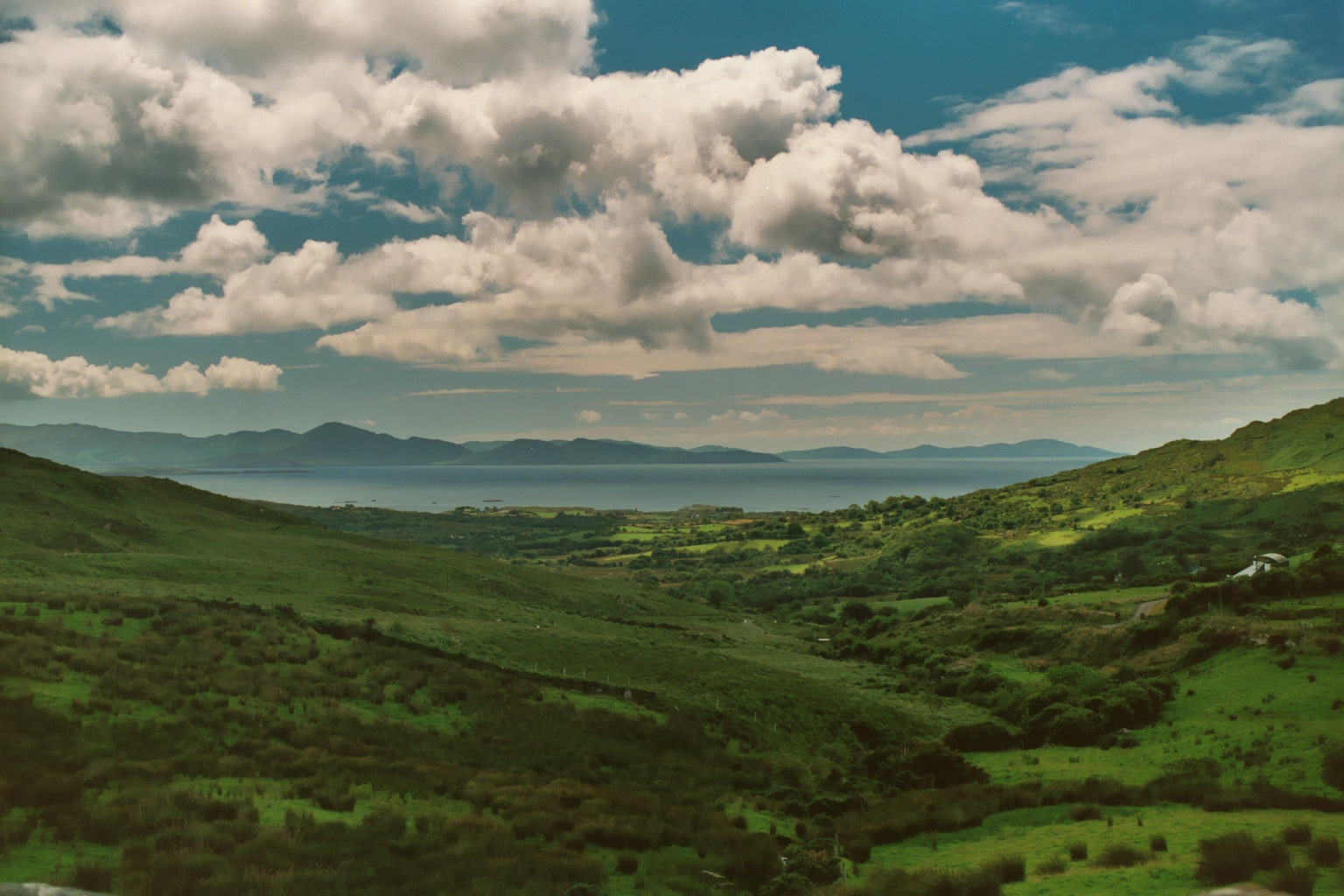
Ring of Kerry
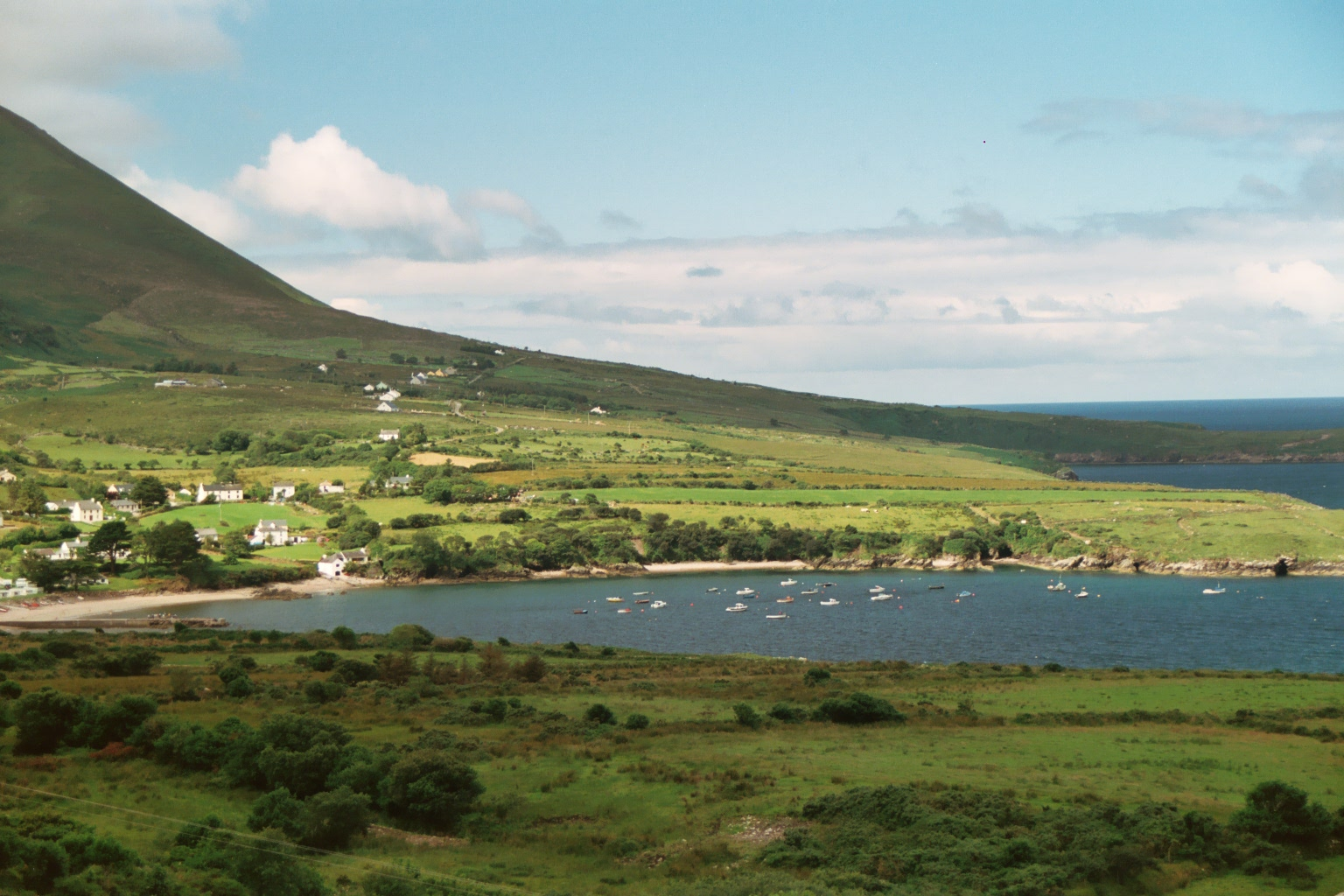
Kell´s Bay
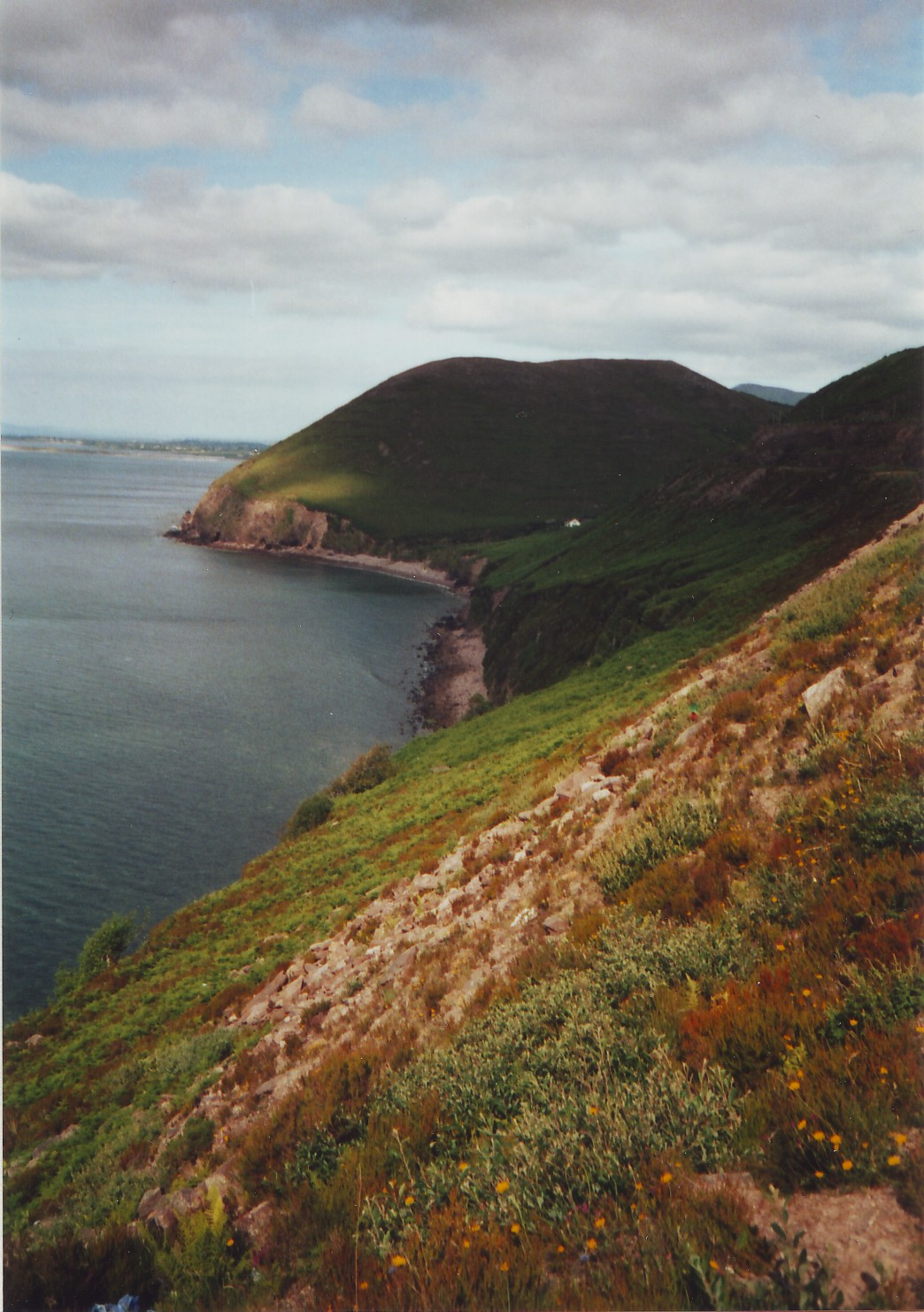
Küstenlandschaft
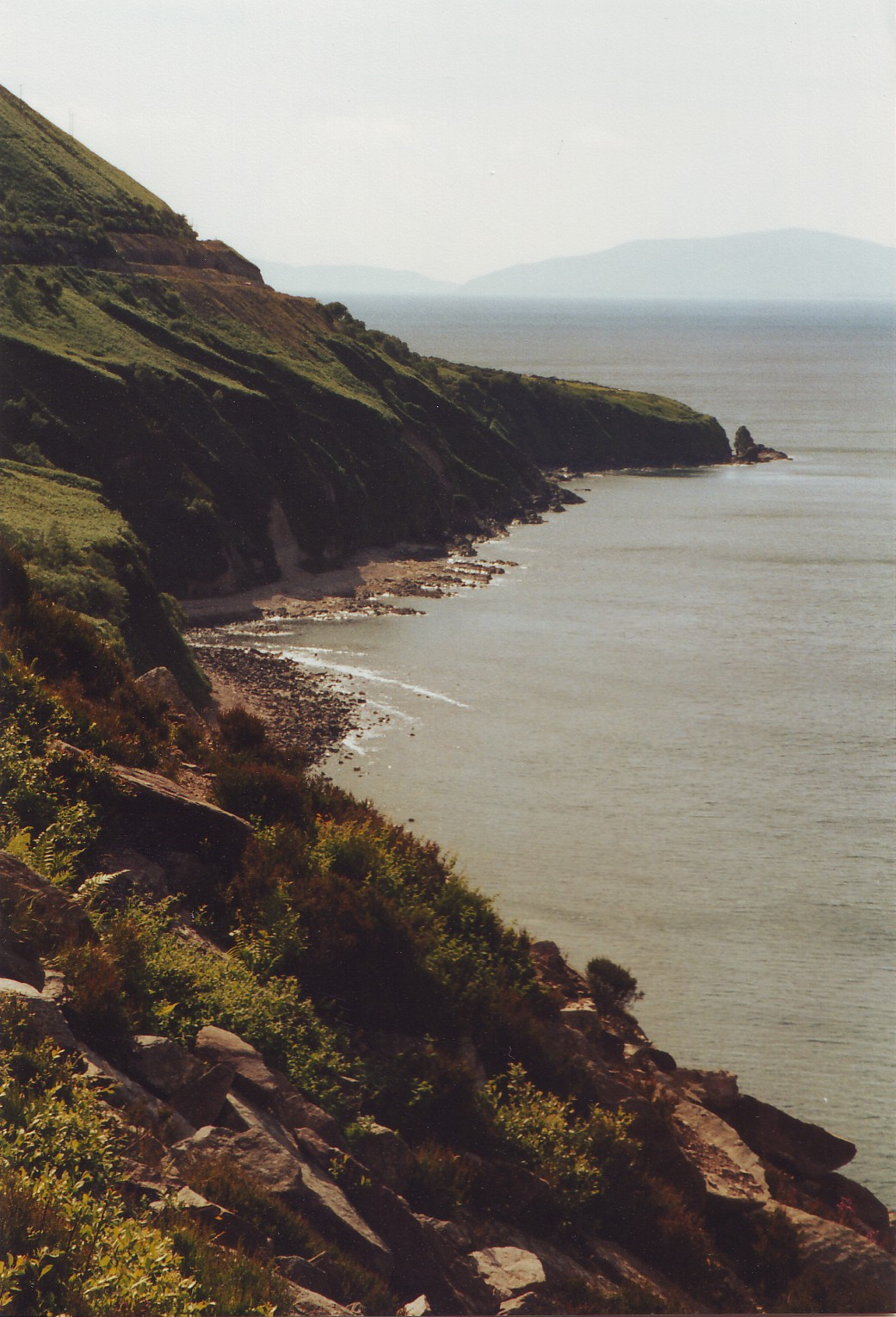
Küstenabschnitt
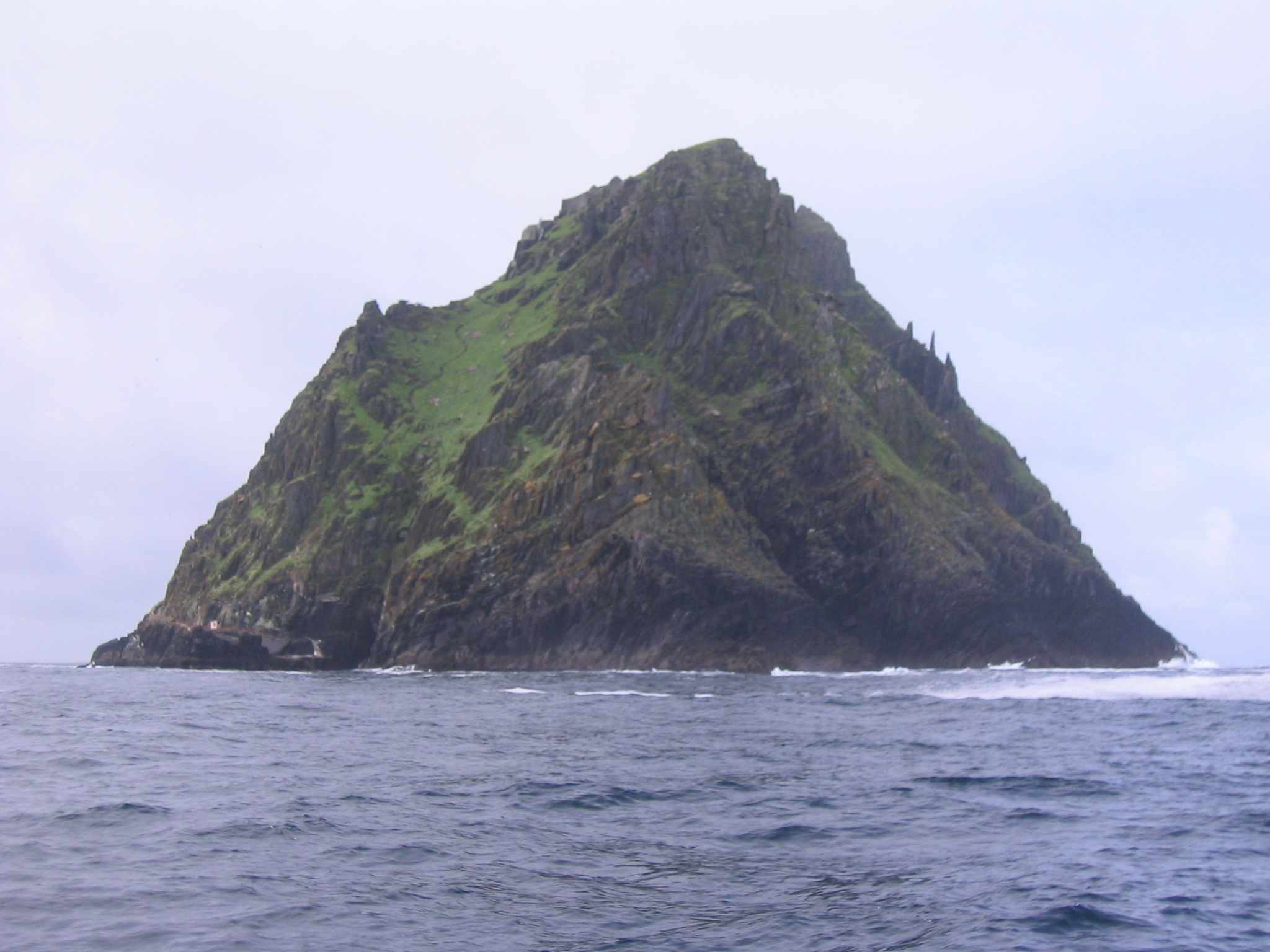
Skellig Michael
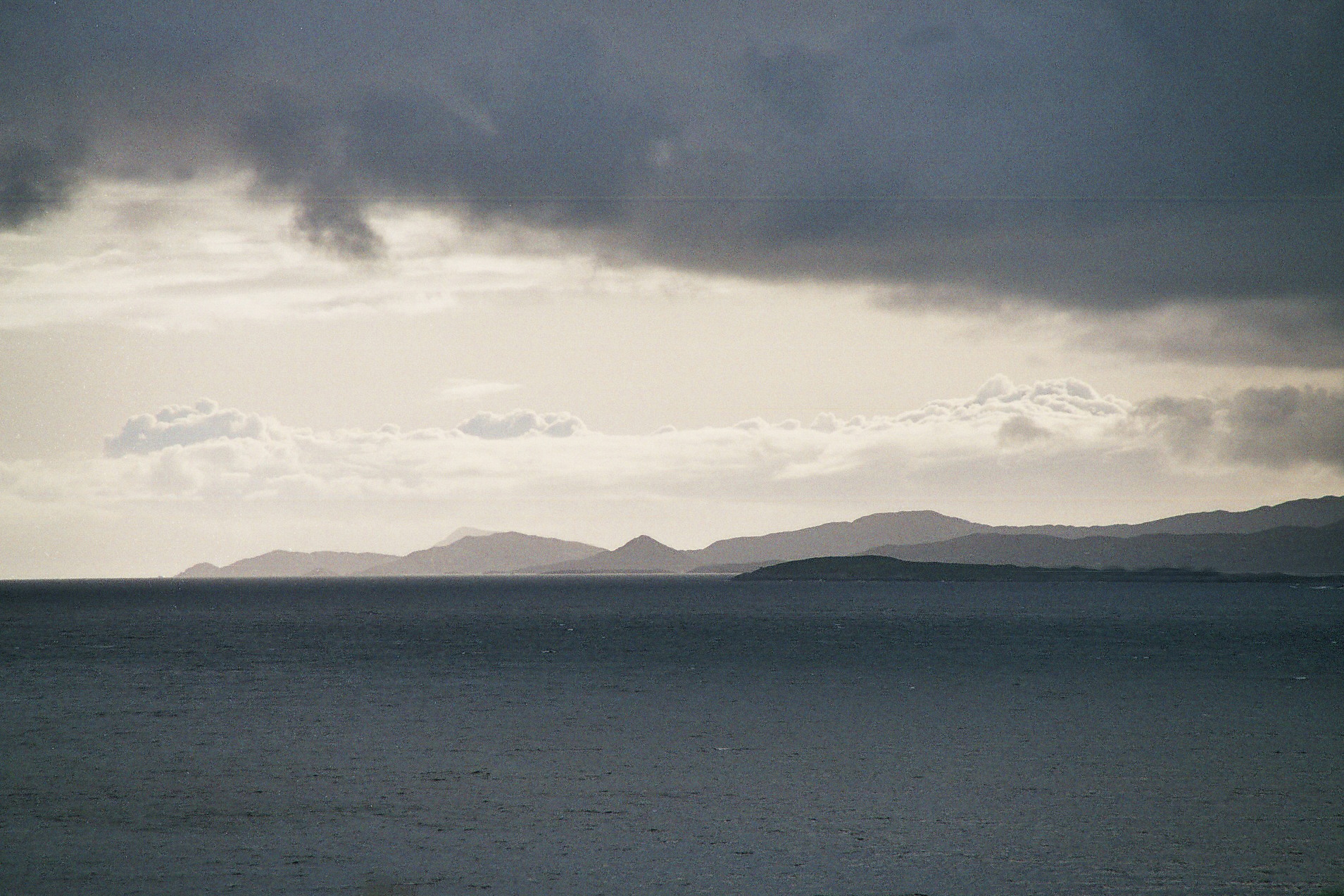
Wolken von der Ring of Beara her
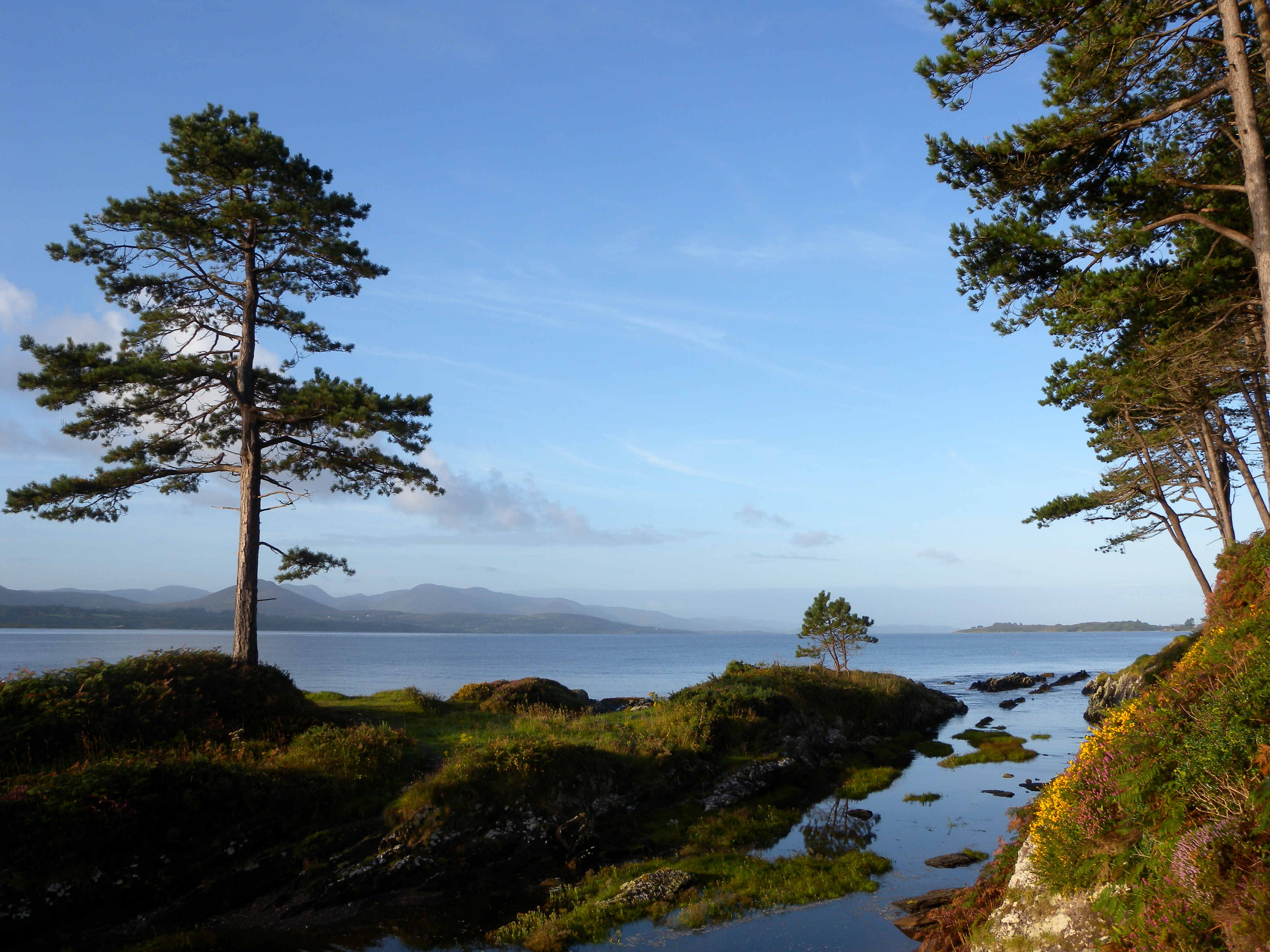
Richtung Südwesten